# Bruno Pontecorvo

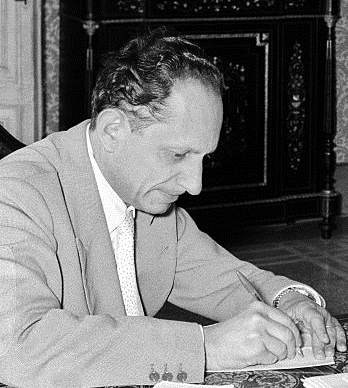
Bruno Pontecorvo in de jaren 1950

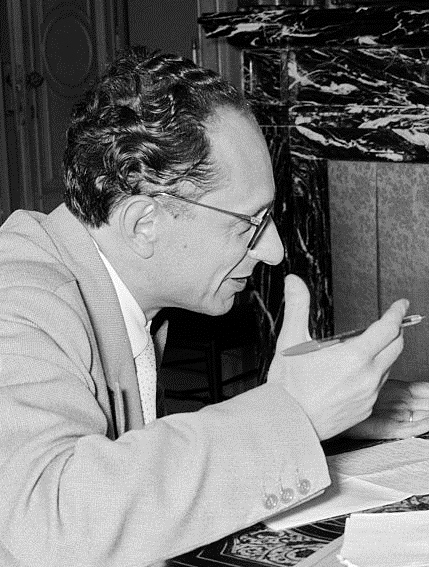
Bruno Pontecorvo in de jaren 1950

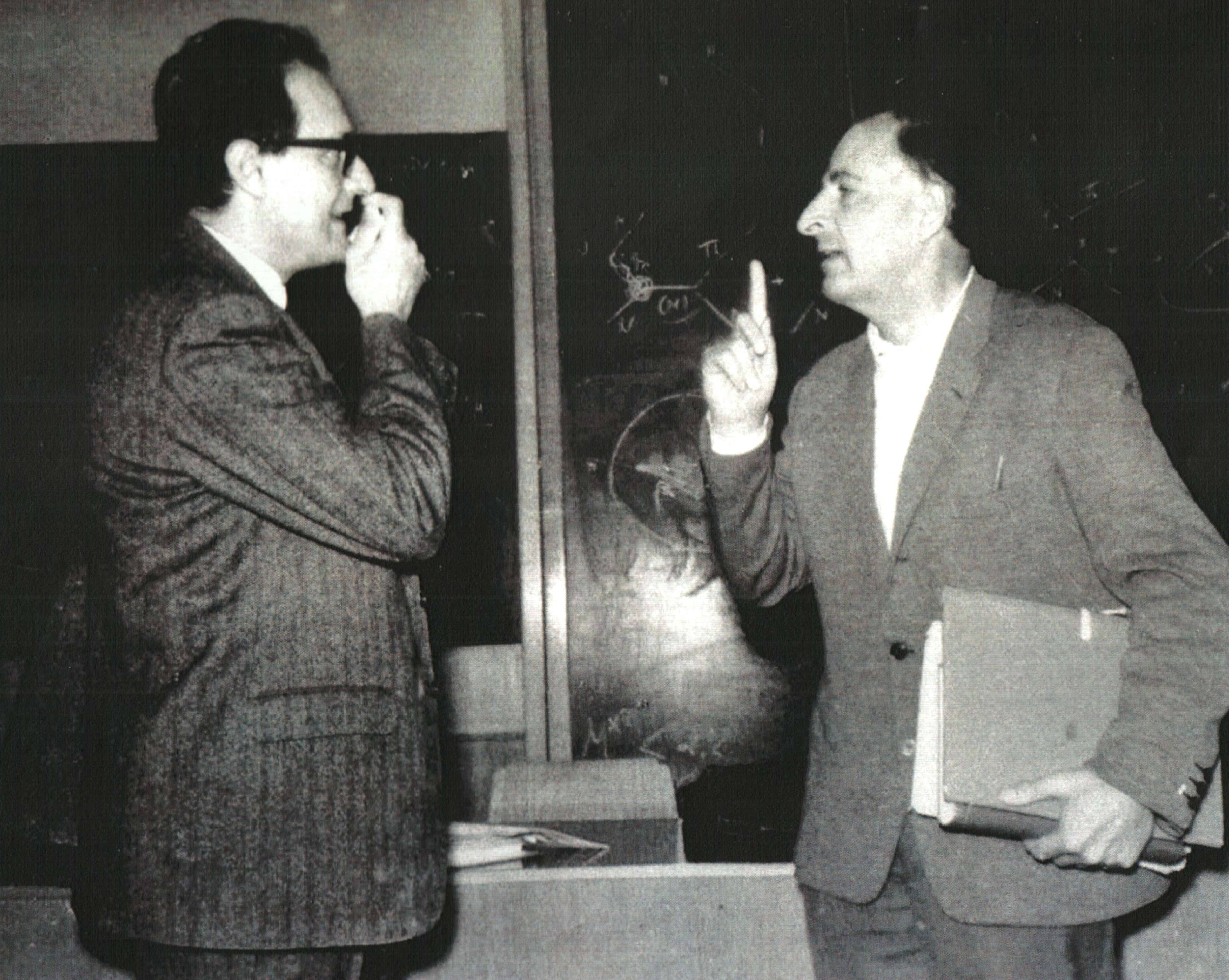
Carlo Franzinetti en Bruno Pontecorvo

Bruno Pontecorvo (Russisch: Бру́но Макси́мович Понтеко́рво, Bruno Maximovitsj Pontekorvo) (Marina di Pisa, 22 augustus 1913 – Doebna, 24 september 1993) was een in Italië geboren kernfysicus, vroege assistent van Enrico Fermi en auteur van talrijke artikelen over met name neutrino's. Daarnaast was hij ook een Sovjetspion die in 1950 overliep naar de Sovjet-Unie waar hij zijn onderzoek voortzette naar het verval van het muon en naar neutrino's.

## Biografie
Pontecorvo werd geboren in Pisa in een welvarende, niet-orthodoxe Italiaans-Joodse familie. Hij was de broer van filmregisseur Gillo Pontecorvo en geneticus Guido Pontecorvo. Op achttiende jarige leeftijd werd hij toegelaten tot de natuurkundecolleges van Fermi aan de Universiteit Sapienza Rome. Hij werd een van de naaste (en de jongste) assistenten van Fermi, de zogenaamde Via Panisperna-jongens (vernoemd naar de straat in Rome bij het Forum Romanum waar het Natuurkundig Instituut gevestigd was). In 1934 droeg hij bij aan Fermi’s beroemde experiment waarin hij de eigenschappen aantoonde van langzame neutronen en dat uiteindelijk leidde tot de ontdekking van kernsplijting.
In 1936 ging hij naar Parijs om in het laboratorium van Irène en Frédéric Joliot-Curie te werken aan effecten van botsingen van neutronen met protonen, en aan elektromagnetische overgangen langs isomeren. Gedurende deze periode raakte hij beïnvloed door de idealen van het socialisme waar hij de rest van zijn leven trouw aan bleef. In 1938 kreeg hij een relatie met de Zweedse Marianne Nordblom, een jonge studente Franse literatuur; later dat jaar werd hun eerste zoon geboren.
Als jood kon Pontecorvo niet terugkeren naar Italië vanwege de fascistische rassendiscriminatie onder Benito Mussolini. Hij bleef in Parijs en na de inval van de nazi's vluchtte hij met zijn familie naar Spanje en kort daarna door naar de Verenigde Staten. Hier vond hij werk bij een Amerikaans oliebedrijf in Tulsa (Oklahoma). Voor dit bedrijf ontwikkelde hij een technologie en een instrument voor well logging welke gebaseerd was op de eigenschappen van neutronen. Deze technologie mag worden beschouwd als de eerste praktische toepassing van de Via Panisperna-jongens ontdekking van langzame neutronen.
Hij werd niet benaderd om deel te nemen aan het Manhattanproject in de Verenigde Staten voor de constructie van de atoombom, waarschijnlijk vanwege zijn sterke overtuiging van het socialistische gedachtegoed. Maar in 1943 werd hij gevraagd te werken voor het Chalk River nucleair laboratorium in Ontario, waar hij zich bezighield met reactorontwerp, kosmische straling, neutrino's en het verval van muonen.
In 1948, nadat hij het Britse staatsburgerschap had aangenomen, werd hij door John Cockcroft uitgenodigd om bij te dragen in het Britse kernwapenproject van het Atomic Energy Research Establishment (AERE), te Harwell. Hier trad hij toe tot de Nuclear Physics Division, onder Egon Bretscher. In 1950 werd hij benoemd tot hoogleraar natuurkunde aan de Universiteit van Liverpool, een positie die hij in januari 1951 officieel zou bekleden.

## Overlopen
Echter, op 31 augustus 1950, midden tijdens een vakantie in Italië vertrok hij plotseling met vrouw en drie kinderen van Rome naar Stockholm, zonder familie of vrienden daarover te informeren. De volgende dag werd hij door Sovjet-agenten overgebracht van Finland naar de Sovjet-Unie. Zijn abrupte verdwijning veroorzaakte veel commotie bij de westelijke inlichtingendiensten. Met name die van Groot-Brittannië en de Verenigde Staten waren bezorgd dat nog meer atoomgeheimen in handen waren gekomen van de Sovjet-Unie, zeker nadat kort daarvoor zijn collega Klaus Fuchs als KGB-spion was ontmaskerd. Al snel werd duidelijk dat Pontecorvo slechts beperkte toegang had tot de "geheime ontwerpen". Later werden dan ook geen beschuldigingen van spionage dan wel het overhandigen van geheimen aan de Sovjets aan hem ten laste gelegd.
In de Sovjet-Unie werd Pontecorvo met open armen ontvangen en kreeg hij privileges die alleen voorbehouden waren aan de Sovjet nomenklatoera. Tot aan zijn overlijden was hij werkzaam in wat nu het Gezamenlijk Instituut voor Kernonderzoek is in Doebna, ten zuiden van Moskou. Hier richtte hij zich volledig op theoretische studies naar hoge-energiefysica en zette hij zijn onderzoek voort naar neutrino’s en muonverval.
Ter erkenning van zijn onderzoek werd hij in 1953 onderscheiden met de Stalinprijs, lidmaatschap van de Sovjet Academie van Wetenschappen in 1958 en twee Leninorde's. In 1955 verscheen hij voor de publieke wereld en gaf hij in een persconferentie de reden aan waarom hij vrijwillig naar de Sovjet-Unie was gegaan. Voor vele jaren verliet hij de Sovjet-Unie niet, zijn eerste buitenlandse reis was in 1978 toen hij naar zijn geboorteland Italië reisde.
Pontecorvo overleed in 1993 in Doebna. In overeenstemming met zijn testament werd de ene helft van zijn as begraven op de Cimitero degli inglesi (Begraafplaats van de Engelsen) in Rome en de andere helft in Doebna. 